# Xavier Sala i Martín
Xavier Sala i Martín (Bellaterra, 17 giugno 1962) è un dirigente sportivo ed economista spagnolo naturalizzato statunitense di origini catalane, che insegna economia alla Columbia University.

## Biografia
Ha preso la Llicenciatura (laurea) all'Università Autonoma di Barcellona nel 1985 e il dottorato a Harvard nel 1990, entrambi in economia. Oltre a lavorare alla Columbia, è stato anche professore a Yale, a Harvard e all'Università Pompeu Fabra di Barcellona. Sala i Martín ha il passaporto statunitense.

### Riconoscimenti
Sala si è classificato 16º nella classifica dei 1000 più citati economisti nel mondo nei trattati pubblicati dagli anni novanta ad oggi (Tom Coupe (2002), "Worldwide Rankings of Economists and Economics Departments"). I suoi trattati sono relativi soprattutto alla crescita economica, allo sviluppo in Africa, all'economia monetaria, alla sicurezza sociale, alla salute e all'economia, ad un pensiero classico-liberale (con il suo libro "Liberal economics for non-economists and non-liberals", "Economia liberale per non-economisti e non-liberali"), e alla convergenza.
Ha ricevuto il riconoscimento di "Distinguished Teacher in Graduate Economics" tre volte, sia alla Columbia che a Yale. Inoltre ha ricevuto il "Premio re Juan Carlos I" nel 2004 (premio biennale dato al miglior economista della Spagna e dell'America Latina), e il Premio Lenfest 2006, assegnato al miglior docente della Columbia University.
Sala-i-Martin è il fondatore di "Umbele: A Future for Africa" (Umbele: un Futuro per l'Africa), un'organizzazione non-profit che promuove lo sviluppo economico in Africa.

### Presidenza nel Barcellona
Sala-i-Martin è stato presidente del comitato di gestione della società polisportiva Futbol Club Barcelona nel luglio e nell'agosto 2006, fino alla rielezione di Joan Laporta. Nel periodo in cui lui era in carica il Barcellona ha vinto la Supercoppa di Spagna contro l'Espanyol.